# ساخالين الثاني
سخالين الثاني أو سخالين -2 المشروع عبارة عن تطوير للنفط والغاز في جزيرة سخالين، روسيا. ويشمل تطوير حقل بيلتون أستوكسكوي للنفط وحقل لونسكوي للغاز الطبيعي قبالة سواحل جزيرة سخالين في بحر أوخوتسك، والبنية التحتية المرتبطة به على الشاطئ. يدار المشروع ويديره شركة سخالين لاستثمار الطاقة المحدودة. (سخالين للطاقة).
تتضمن سخالين -2 أول محطة للغاز الطبيعي المسال في روسيا. يقع المشروع في مناطق لم يسبق أن تأثر فيها النشاط البشري إلا قليلاً، مما تسبب في قيام مجموعات مختلفة بانتقاد أنشطة التنمية وتأثيرها على البيئة المحلية.

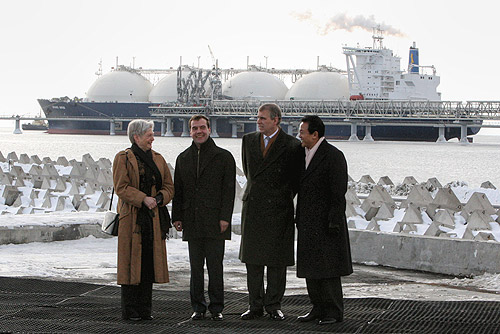
قام ديمتري ميدفيديف وتارو آسو والأمير أندرو ودوق يورك وماريا فان دير هوفين بزيارة مشروع سخالين الثاني في 18 فبراير 2009.

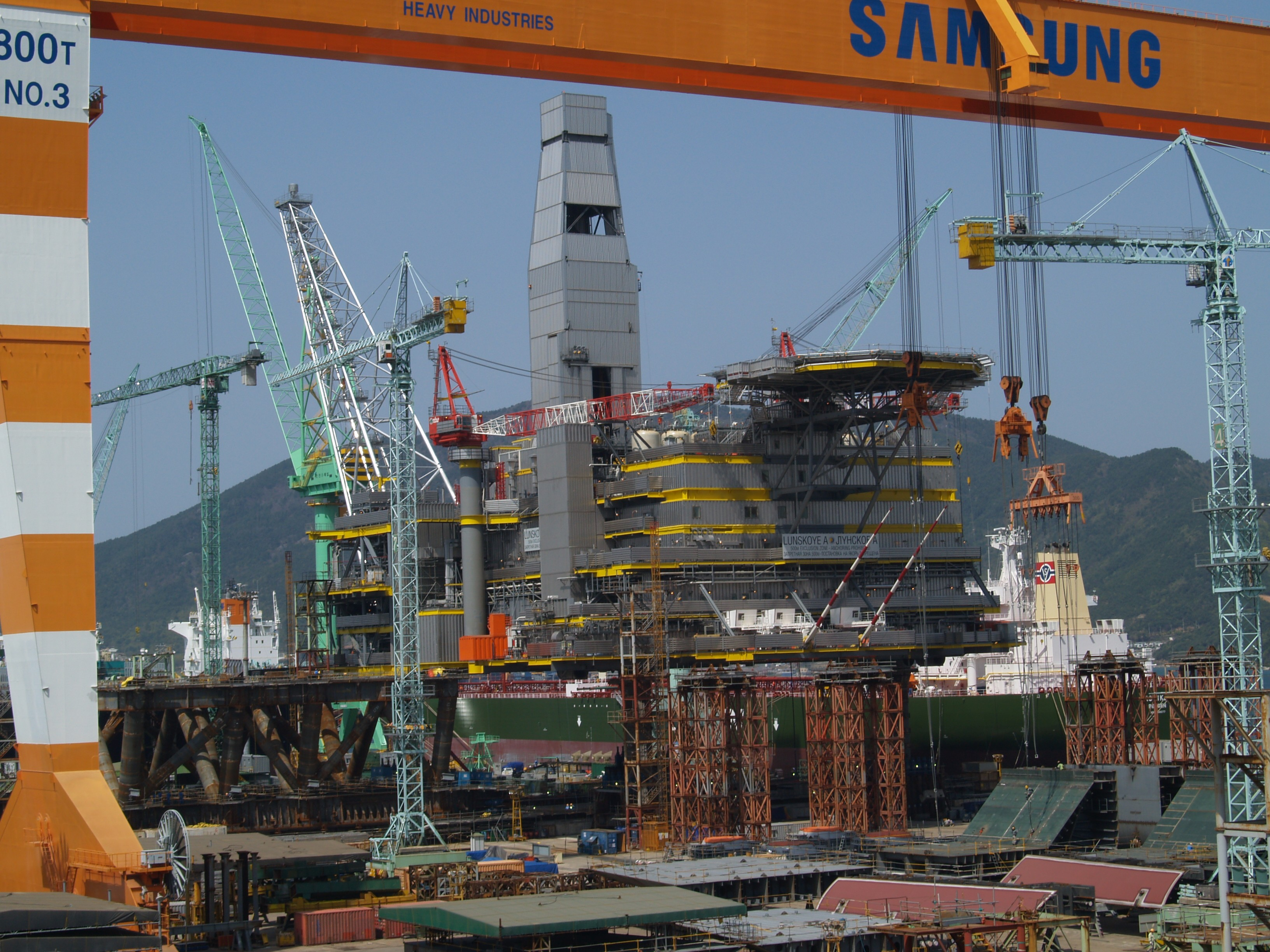
منصة Lunskoye تحت الإنشاء

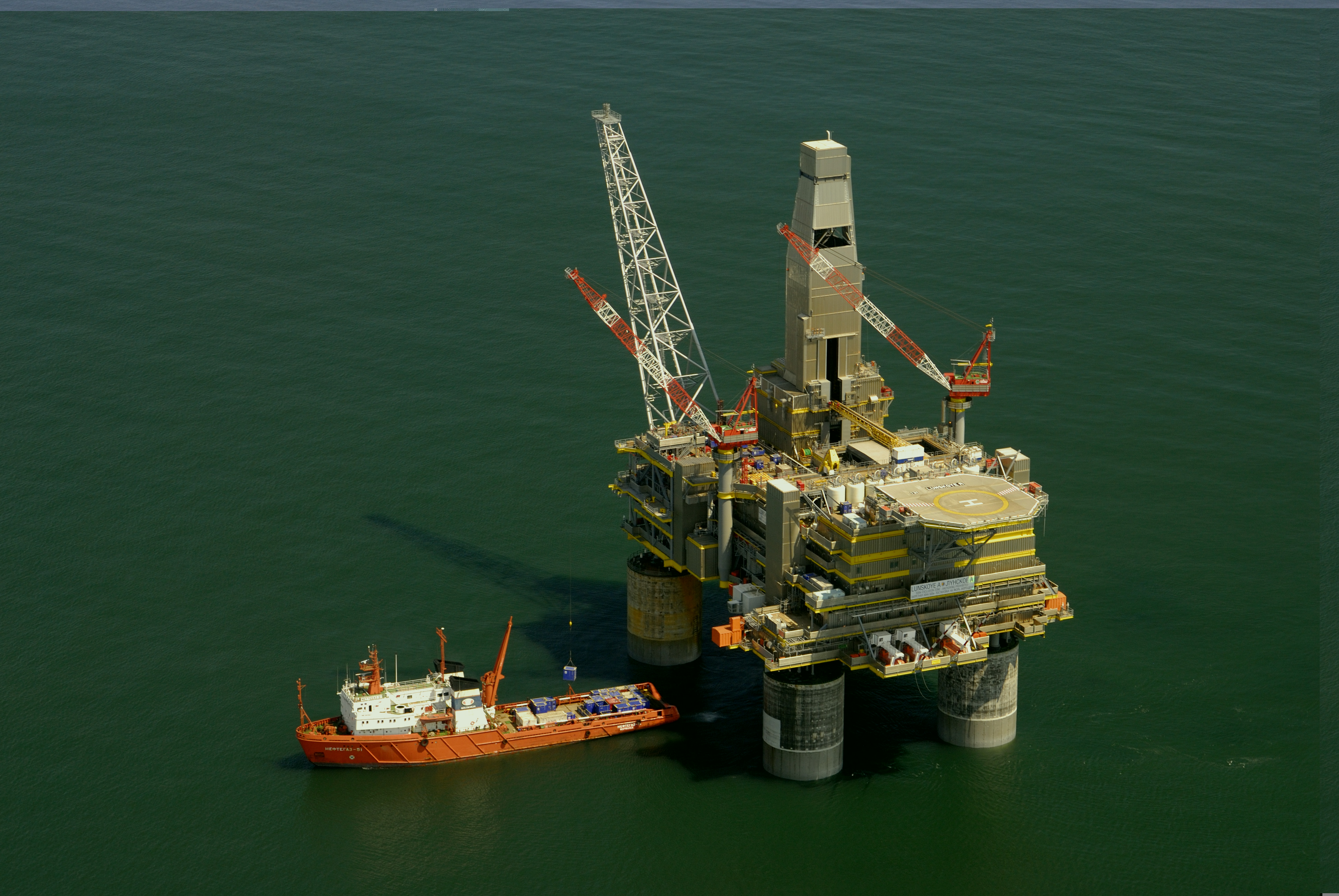
منصة Lun-A البحرية

## روابط خارجية
- موقع سخالين للطاقة
- موقع مشروع سخالين الثاني لشركة غازبروم
- موقع مشروع شل سخالين الثاني
- مراقبة البيئة في سخالين منظمة غير حكومية تقوم بحملة ضد سخالين الثانية
- مشروع سخالين -2 على يوتيوب
- Bankwatch.org: Common_demands_by_NGOs
- تقرير أصدقاء الأرض: «سخالين 2 - اتفاقية إنتاج» عدم المشاركة «، تحليل لتوزيع الإيرادات» للدكتور إيان روتليدج، يجب تحويل هذه الروابط إلى اقتباسات مضمنة ->